# Bundesstrasse 213
Bundesstrasse 213 är en förbundsväg i Niedersachsen, Tyskland. Vägen är en del av E233 mellan Haselünne och Cloppenburg. Vägen är 140 kilometer lång och är en del av den historiska vägen Flämischen Straße.